# جيمس جي. هوبكينز
جيمس جي. هوبكينز (بالإنجليزية: James G. Hopkins)‏ هو سياسي أمريكي، ولد في 15 يونيو 1801، وتوفي في 6 يوليو 1860. انتخب عضو مجلس ولاية نيويورك.